# Iser Kuperman
Iser Kuperman, parfois orthographié Koeperman (depuis la transcription de son nom vers le néerlandais) ou Kouperman (russe : Исер Иосифович Куперман), est un grand-maître international de dames soviétique puis américain, né le 21 avril 1922 dans l'oblast de Kiev et mort le 6 mars 2006 à Boston. Iser Kuperman a remporté sept fois le championnat du monde de dames internationales, la première édition du championnat d'Europe, quatre fois le championnat panaméricain de dames (en) et de nombreuses fois le championnat d'URSS (nl) de dames internationales et de dames russes.
Iser Kuperman remporte le championnat d'URSS de dames russes lors de sa première participation en 1945, titre qu'il remportera quatre fois. Il commence ensuite à pratiquer les dames internationales, et remporte cinq fois le titre de champion national. Iser Kuperman a été champion du monde de dames en 1958, 1959, 1961, 1963 (titre partagé avec Baba Sy à titre posthume), 1965, 1967 et 1974 (à la suite du refus du tenant du titre néerlandais Ton Sijbrands de défendre son titre contre Kuperman). Il émigre en Israël, puis aux États-Unis en 1978 ; ce dont le régime soviétique lui tiendra rigueur. Le Comité d’État des sports de l'URSS lui retire son titre de maître émérite du sport de l'URSS.
Il pratique par la suite les Pool checkers pour laquelle il sera numéro 1 de 1984 à 1990, tout en continuant les dames internationales en remportant quatre fois le championnat panaméricain.